# Катеринівка (Миколаївський район)
Катери́нівка (в минулому — Катериненталь, Катеринка) — село в Україні, у Степівській сільській громаді Миколаївського району Миколаївської області. Населення становить 707 осіб.

## Населення

### Мова
Розподіл населення за рідною мовою за даними перепису 2001 року:
| Мова       | Кількість | Відсоток |
| ---------- | --------- | -------- |
| українська | 669       | 94.63%   |
| російська  | 29        | 4.10%    |
| румунська  | 9         | 1.27%    |
| Усього     | 707       | 100%     |

## Історія
Станом на 1886 у німецькій колонії Катериненталь Ландауської волості Одеського повіту Херсонської губернії мешкало 1489 особи, налічувалось 161 дворове господарство, існували римо-католицька церква, школа, паровий млин, лавка та ренський погріб. З початком Першої світової війни німецькі поселення були перейменовані й колонія Катериненталь дістала назву Скобелеве. 
7 (20) листопада 1917 року, відповідно до Третього Універсалу Української Центральної Ради, увійшло до складу Української Народної Республіки.  
У серпні 1920 року на волосному з'їзді незаможних Свято-Покровської волості було прийнято рішення повернути населеним пунктам старі назви, у тому числі й селу Катериненталь.
На початку 1923 року під час адміністративно-територіального реформування територія колишньої Ландауської волості увійшла до складу Варварівського району Одеської губернії. Згодом губернії були ліквідовані, а на початку 1925 року було створено німецький національний Ландауський район у складі 9 сільрад, у тому числі Катеринентальської сільради. У 1926 році Ландауський район було перейменовано на Карл-Лібкнехтовський. У 1939 році Карл-Лібкнехівський район було ліквідовано і Катеринентальська сільрада увійшла до складу Варварівського району Миколаївської області. У жовтні 1944 року німецькі населені пункти знов були перейменовані та село Катериненталь отримало назву «Катеринівка».
У серпні 1945 року Варварівський район був об'єднаний з Тилігуло-Березанським у Широколанівський район. У 1957 році він був ліквідований і село Катеринівка Катеринівської сільради увійшло до складу Веселинівського району. У січні 1963 року у зв'язку із укрупненням сільських районів Миколаївщини Веселинівський район був розформований, його сільради увійшли до складу Вознесенського району. За два роки, на початку 1965 року було знов утворено Веселинівський район, до котрого увійшла Катеринівська сільрада з центром у селі Катеринівка.
У селі функціонувала римо-католицька церква її настоятелем був — Йоганн фон Пауер, а також римо-католицький костел Св. Пія, священнослужитель Бехлер Валентин Вікентійович та органіст Гамель Франц Йоганнович.
Під час колективізації в селі були створені колгоспи: ім. 18-го партз'їзду, створений 1930 року, акт на довічне користування землею отримав 1935 року, у колгоспі нараховувалось 205 господарств, 311 членів, 1708 га землі. Колгосп «Більшовик», створений 1930 року, акт на довічне користування землею отримав 1935 року, у колгоспі нараховувалось 170 господарств, 350 членів, 2200 га землі; Колгосп ім. Комсомола, створений 1930 року, акт на довічне користування землею отримав 1935 року, у колгоспі нараховувалось 153 господарства, 260 членів, 1600 га землі; Колгосп ім. Петровського, створений 1930 року, акт на довічне користування землею отримав 1935 року, у колгоспі нараховувалось 110 господарств, 180 членів, 800 га землі.
Під час Другої світової війни Катеринівка була окупована 13 серпня 1941 року, тоді ж був розстріляний окупантами голова сільради В. І. Дзюбенко. 1 січня 1944 року на території сільради був убитий румунськими жандармами Івахненко Н. С. Звільнили село 18 березня 1944 року.
20 жовтня 1944 року виконком Миколаївської обласної Ради депутатів трудящих прийняв постанову про перейменування с. Катериненталь Катеринентальської сільради Варварівського району на с. Катеринівка Катеринівської сільради.
На території Катеринівської сільради у 1952—1957 рр. діяв колгосп ім. Хрущова, створений у листопаді 1952 року шляхом об'єднання колгоспів «Комсомолець» с. Катеринівка та «Оборона» с. Весняна Квітка.
На підставі наказу Миколаївської обласної контори «Заготскот» від 16 лютого 1955 року на території Катеринівської сільради був організований радгосп «Плавні», основним напрямом діяльності котрого було виробництво м'ясної продукції.
На 1 січня 1967 року у селі мешкали 773 особи, знаходилась центральна садиба колгоспу «Зорі Кремля» та відгодівельний радгосп «Плавні», олійний завод. Для обслуговування населення працювали 2 крамниці, відділення зв'язку, фельдшерсько-акушерський пункт, 2 дитячих ясел, 2 клуби зі стаціонарними кіноустановками на 320 місць, середня школа, бібліотека з книжковим фондом 7602 книги. У селі працювали 25 вчителів, 2 медпрацівника, 3 агрономи, 3 зоотехніка, 2 ветлікаря.
28 листопада 2019 року село увійшло до новоутвореної Степівської сільської громади, до цього органом місцевого самоврядування була Катеринівська сільська рада.
19 липня 2020 року, в результаті адміністративно-територіальної реформи та ліквідації Веселинівського району, село увійшло до складу Миколаївського району.

## Постаті
- Кірілов Юрій Олексійович (* 1961) — заслужений тренер України, заслужений працівник фізичної культури й спорту України (2019)[7][8].